# На хълмовете на Манджурия
„На хълмовете на Манджурия“ (на руски: „На сопках Маньчжурии“) е руски валс от началото на XX век, посветен на воините, загинали в Руско-японската война (1903 – 1905).

## История
Създаване
През февруари 1905 г. 214-и резервен мокшански пехотен полк в тежките боеве при Мукден и Ляоян попада в японско обкръжение. С грамадни усилия и много жертви пробива обръча. От полковия военен оркестър, ръководен от капелмайстора Иля Алексеевич Шатров, остават живи 7 музиканти. След края на войната полкът се завръща в гарнизона си в Златоуст.
Иля Шатров създава в памет на загиналите воини валс, който наименува „Мокшанский полк на сопках Маньчжурии“. В сътрудничество с композитора Оскар Филипович Кнауб валсът е нотиран за духови инструменти и издаден през 1907 г. Изпълнен е за пръв път в Самара през 1908 г. Записан е на грамофонна плоча под името „На сопках Маньчжурии“ (1910). През 1906 г. поетът Степан Петров пише текст към валса и се изпълнява от духов оркестър и хор. Днес валсът има 5 текстови варианта.
Популярност
Валсът придобива огромна популярност в Русия. Първото му грамофонно издание се преиздава 82 пъти. Нова популярност получава в края на Втората световна война при разгрома на Япония в Манджурия. Популярни са изпълненията по текст на Степан Петров, Алексей Мешистов и Павел Шубин. С валса е озвучен филмът „Урга – территория любви“ на Никита Михалков. Днес се изпълнява от оркестри, популярни състави и индивидуални изпълнители в целия свят.

## Текст
„На сопках Маньчжурии“
Страшно вокруг,
И ветер на сопках рыдает
Порой из-за туч выплывает луна,
Могилы солдат освещает.
Белеют кресты
Далёких героев прекрасных.
И прошлого тени кружатся вокруг,
Твердят нам о жертвах напрасных.
Средь будничной тьмы,
Житейской обыденной прозы,
Забыть до сих пор мы не можем войны,
И льются горючия слезы.
Плачет отец,
Плачет жена молодая,
Плачет вся Русь, как один человек,
Злой рок судьбы проклиная.
Так слёзы бегут
Как волны далёкого моря,
И сердце терзает тоска и печаль
И бездна великого горя!
Героев тела
Давно уж в могилах истлели,
А мы им последний не отдали долг
И вечную память не спели.
Мир вашей душе!
Вы погибли за Русь, за Отчизну.
Но верьте ещё мы за вас отомстим
И справим кровавую тризну!
текст Степан Петров, 1906 г.